# 古今亭志ん上
古今亭 志ん上（ここんてい しんじょう）は、落語家の名跡。現在は空き名跡となっている。過去2人、この名を名乗った落語家が存在する。
- 初代古今亭志ん上 - 本項にて詳細
- 二代目古今亭志ん上 - 現∶桂ひな太郎

初代古今亭 志ん上（ここんてい しんじょう、1881年（明治14年）3月11日 - 1938年（昭和13年）4月23日）は、落語家。本名∶丸吉 竹次郎。

## 経歴
- 生国、生い立ち等は不明。
- 明治30年代末？∶初代三遊亭三福の門下で福雀。
- 1908年∶2代目三遊亭圓右の門下で三遊亭右左喜。
  - 二ツ目のこのころから橘家小圓蔵、三遊亭遊福と共に「二ツ目の三羽烏」と呼ばれ、当時神田の立花で10日間トリをとったこともあるほど人気者になった。
- 大正初期∶三遊亭圓中と改名。
- 一時初代三遊亭圓左について旅廻りをするようになりいつの間にか三遊亭小圓左を名乗るが、そののちに右左喜に戻る。
- 1915年10月∶初代三遊亭圓歌の門下で初代三遊亭歌笑となる。
- 後に6代目金原亭馬生の門下に移って3代目金原亭馬好となる。
- 大正末期∶古今亭志ん上となった。

## 人物
技倆はあったが酒癖が悪く大成せず、結局戻り前座で終わった。